# Marbella

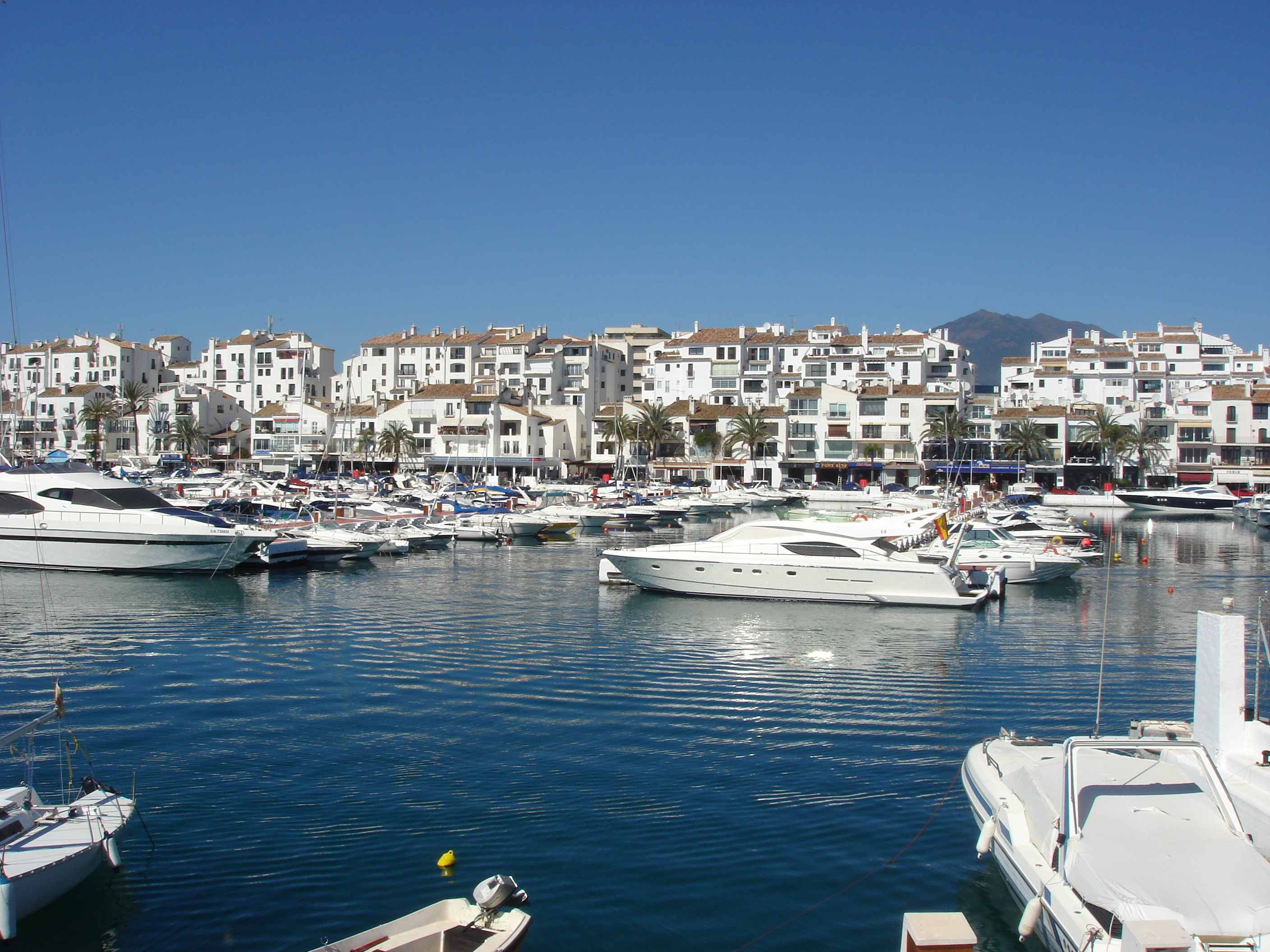
Marbella

Marbella este un oraș în sudul Spaniei, pe litoralul Mării Mediterane. Are cca 125 mii de locuitori (2006). Marbella este una din cele mai importante stațiuni turistice de pe Costa del Sol. Marbella del Mediterraneo este situată între Strâmtoarea Gibraltar și orașul Malaga, la poalele muntelui Sierra Blanca.
În cea mai mare parte a anului este centru de atracție pentru turismul internațional, datorită în principal climei sale și infrastructurii turistice. Deși mai puțin cunoscut, orașul are, de asemenea, un important patrimoniu arheologic, mai multe muzee și spații de performanță, precum și un calendar cultural cu evenimente.

## Personalități născute aici
- Pepón Nieto (n. 1967), actor.